# Birgitte Simonsen
Birgitte Simonsen (født 16. oktober 1960 i Måløv) er en dansk skuespillerinde.
Hun er uddannet på Aarhus Teater 1984 og var tilknyttet dette teater frem til 1987.
Hun er også kendt fra en række roller på Det Kongelige Teater, hvor hun bl.a. har optrådt i stykkerne Sparekassen, Vores sensommer og Den Stundesløse.
I tv har hun bl.a. medvirket i serierne Gøngehøvdingen, Bryggeren, TAXA, Rejseholdet, Hotellet, Nikolaj og Julie og julekalenderen Jul på Kronborg.

## Privat
Hun har tidligere været gift med Giacomo Campeotto.

## Udvalgt filmografi
- Dagens Donna (1990)
- Det bli'r i familien (1993)
- Krystalbarnet (1996)
- Forbudt for børn (1998)
- Midsommer (2003)
- Krummerne - Så er det jul igen (2006)
- Tempelriddernes skat (2006)
- Tempelriddernes skat II (2007)
- Karlas Kabale (2007)

## Eksterne links
- Birgitte Simonsen på Internet Movie Database (engelsk)
- Birgitte Simonsen på Filmdatabasen
- Birgitte Simonsen på danskefilm.dk
- Birgitte Simonsen på danskfilmogtv.dk
- Birgitte Simonsen på Scope
- Birgitte Simonsen på Svensk Filmdatabas (svensk)
- Birgitte Simonsen på The Movie Database (engelsk)
- Birgitte Simonsen på danskefilmstemmer.dk

|  | Artiklen om skuespilleren Birgitte Simonsen kan blive bedre, hvis der indsættes et (bedre) billede. Du kan hjælpe ved at uploade et godt billede til Wikimedia Commons iht. de tilladte licenser og indsætte det i artiklen. Eller du kan søge efter eksisterende filer på Wikimedia Commons eller på Flickr - fx med værktøjet Free Image Search Tool. |